# Agatàngel I
Agatàngel I (en grec Αγαθάγγελος) va ser patriarca de Constantinoble des de l'any 1826 al 1830.
Va néixer en un poblet proper a Adrianòpolis. Va ser monjo al Monestir dels Ibers al Mont Atos, i cap a l'any 1800 va ser sacerdot de la comunitat ortodoxa grega a Moscou. Va ser elegit metropolità de Belgrad al novembre de 1815, de Calcedònia a l'agost de 1825 i patriarca ecumènic de Constantinoble el 26 de setembre de 1826.
Seguint les ordres del sultà Mahmut II, va enviar representants del patriarcat a Ioannis Kapodístrias, un dels dirigents grecs i després primer cap d'estat, durant la Guerra d'independència de Grècia demanant que se sotmetés a l'Imperi Otomà. Kapodístrias va respondre que els grecs seguirien la lluita per la seva llibertat. Aquesta acció del patriarca va ser considerada anti-grega i, ajuntat això amb la seva incompetència econòmica i administrativa, va ser destronat el 5 de juliol de 1830.
Va anar exiliat a Cesarea de Capadòcia, però va poder fugir a Adrianòpolis, on va morir a principis de l'any 1832.